# Elezione del Presidente della Repubblica Federale di Somalia del 2017
L'elezione del Presidente della Repubblica Federale di Somalia del 2017 ha avuto luogo l'8 febbraio. I parlamentari eletti nelle elezioni parlamentari dell'autunno 2016 hanno eletto l'ex primo ministro Mohamed Abdullahi Mohamed alla carica quadriennale di presidente della Somalia.
Le elezioni presidenziali si dovevano tenere nell'agosto 2016 e venne promesso che sarebbero state un voto uninominale e nazionale, ma vennero rinviate diverse volte e cambiate in un sistema a collegio elettorale a causa di ragioni di sicurezza. Il 26 gennaio 2017, le elezioni vennero fissate per l'8 febbraio, richiedendo ai candidati di registrarsi dal 29 gennaio. Le elezioni si sono tenute nell'hangar dell'Aeroporto Internazionale Aden Adde di Mogadiscio.
Mohamed è stato proclamato presidente in una pacifica transizione di potere, dopo che il presidente in carica Hassan Sheikh Mohamud ha ammesso la sconfitta e si è congratulato con il vincitore.

## Sistema elettorale
Nella precedente elezione del 2012, il presidente venne eletto dal parlamento scelto da 135 anziani. I piani nel 2016–2017 per elezioni che coinvolgessero tutti i somali adulti vennero scartati a causa di ragioni di sicurezza relative alla guerra civile in corso. Il costo delle elezioni venne finanziato al 60% da paesi donatori in Europa, Stati Uniti e Giappone, mentre il resto venne finanziato dal governo somalo e dalla tassa di registrazione dei candidati.
Il presidente è stato eletto dai 328 membri del Parlamento Federale della Somalia. I membri del parlamento sono stati eletti nelle elezioni parlamentari del 2016, le quali sono state limitate a 14.025 delegati appoggiati dagli anziani dei clan. I finanziatori esteri delle elezioni hanno descritto l'estensione del diritto di voto come un "modesto passo in avanti".
La procedura per le elezioni – una forma di ballottaggio – è delineata nella sezione 89 della Costituzione della Somalia. Ci sono stati oltre venti candidati registrati nel primo turno delle elezioni.

## Risultati
Nessun candidato hanno raggiunto i due terzi dei voti richiesti per vincere nel primo turno, quindi i primi quattro candidati (Hassan Sheikh Mohamud, Mohamed Abdullahi Mohamed, Sharif Sheikh Ahmed ed Omar Abdirashid Sharmarke) sono avanzati al secondo turno. Omar Abdirashid Sharmarke si è poi ritirato, riducendo il campo a tre candidati. Nessun candidato ha raggiunto la soglia richiesta nel secondo turno delle elezioni ed il terzo classificato Ahmed è stato eliminato. Hassan Sheikh Mohamud ha ammesso la sconfitta, negando la necessità di una votazione finale.
| Candidato                     | Voti |
| ----------------------------- | ---- |
| Hassan Sheikh Mohamud         | 88   |
| Mohamed Abdullahi Mohamed     | 72   |
| Sharif Sheikh Ahmed           | 49   |
| Omar Abdirashid Ali Sharmarke | 37   |

| Candidato                 | Voti |
| ------------------------- | ---- |
| Mohamed Abdullahi Mohamed | 184  |
| Hassan Sheikh Mohamud     | 97   |
| Sharif Sheikh Ahmed       | 45   |